# Joejuan Williams
Joejuan Lamont Williams (Nashville, 6 dicembre 1997) è un giocatore di football americano statunitense che milita nel ruolo di cornerback per i Minnesota Vikings della National Football League (NFL).

## Carriera universitaria
Williams al college giocò a football con i Vanderbilt Commodores dal 2016 al 2018. Complessivamente in carriera mise a segno 119 tackle e 4 intercetti.

## Carriera professionistica

### New England Patriots
Williams fu scelto nel corso del secondo giro (45º assoluto) del Draft NFL 2019 dai New England Patriots. Debuttò come professionista subentrando nella gara del terzo turno contro i New York Jets senza fare registrare alcuna statistica. La sua prima stagione si chiuse con 9 tackle e un passaggio deviato in 9 presenze, nessuna delle quali come titolare.

### Minnesota Vikings
Il 17 aprile 2023 Williams firmò con i Minnesota Vikings.